# Mukhtar Abbas Naqvi
Mukhtar Abbas Naqvi (nascut el 15 d'octubre de 1957) és un polític indi i actual ministre d'Afers Minoritaris de la Unió.

## Vida personal i primerenca
Naqvi va néixer a AH Naqvi i Sakina Begum el 15 d'octubre de 1957 a Allahabad, Uttar Pradesh, Índia. Va estudiar arts i comunicació de masses. Naqvi es va casar amb Seema Naqvi el 8 de juny de 1983 i tenen un fill junts.

## Carrera política
Naqvi va ser empresonat als 17 anys el 1975 durant el període d'emergència a la presó central de Naini a Maharashtra causa de les seves activitats polítiques. Com a líder dels estudiants, també havia participat en les activitats del partit Janata. Naqvi va contestar sense èxit les eleccions per a l'assemblea legislativa d'Uttar Pradesh el 1980 com a candidat del Partit Janata (secular). També va contestar les eleccions com a candidat independent a les eleccions de Lok Sabha de 1980 de la circumscripció d'Ayodhya. Va ser elegit Lok Sabha el 1998 i, posteriorment, va rebre el càrrec de ministre d'Estat del Ministeri d'Informació i Radiodifusió al govern Atal Bihari Vajpayee.
Va ser elegit a Rajya Sabha dins 2016.
El 26 de maig de 2014 va esdevenir ministre de l'Estat per a les minories i els afers parlamentaris al ministre Narendra Modi. Després de la renúncia de Najma Heptulla el 12 de juliol de 2016, va obtenir el càrrec independent del Ministeri d'Afers Minoritaris.
Va prestar jurament com a ministre del gabinet al gabinet de Narendra Modi el 30 de maig de 2019 i va continuar amb el Ministeri d'Afers Minoritaris.

## Vistes

### Congrés
Segons Naqvi, el partit del Congrés havia iniciat una campanya "sense fonament" per evitar que els musulmans indis s'unissin al Partit Janha Bharatiya. Naqvi també ha dit que no alberga les al·legacions del Congrés que, a mesura que BJP va arribar al poder, no hi havia ningú que causés disturbis contra la comunitat minoritària.

### Musulmans
Naqvi considera que els musulmans no deserten d'altres musulmans si se'ls dona càrrecs importants al partit Bharatiya Janata. Perquè la festa augmenti el suport entre els musulmans; opina que haurien de sentir que són "ciutadans iguals d'aquest país" i, a més, "entenen que el projecte de llei sobre la llei personal musulmana no els traurà el dret a exercir la seva religió". A més, el partit també els hauria de fer conscients de les obres realitzades pel govern de Vajpayee.
Naqvi també ha dit que no hi ha "cap justificació" per als aldarulls de Gujarat del 2002. Al novembre de 2015, quan l'actor Aamir Khan va dir que sentia sortir del país, va defensar Naqvi dient que havia fet el comentari "amb pressa o potser sota influència d'altres persones".

### BJP i RSS
Naqvi ha dit que el partit Bharatiya Janata i el Rashtriya Swayamsevak Sangh són dues "entitats separades" i cadascuna d'elles té opinions diferents sobre diferents qüestions. Segons ell, RSS és una organització nacionalista i no una "organització antinacional".

## Llibres
Naqvi ha escrit tres llibres: Syah (1991), Danga (1998) i Vaisali (2008).